# Claudine Rhédey de Kis-Rhéde
Pour les articles homonymes, voir Kis.
La comtesse Claudine Rhédey de Kis-Rhéde (hongrois : Rhédey Klaudia Zsuzsanna; baptisée le 21 septembre 1812 et morte le 1er octobre 1841) était l'épouse du duc Alexandre de Wurtemberg. Son fils, François, duc de Teck, est le père de Mary de Teck, reine consort de George V du Royaume-Uni.

## Biographie
La comtesse naît dans le château de famille à Erdőszentgyörgy, en Transylvanie (alors partie de l'empire d'Autriche, aujourd'hui Sângeorgiu de Pădure en Roumanie), fille du comte László Rhédey de Kis-Rhéde et son épouse, la baronne Ágnes Inczédy de Nagy-Várad, une descendante directe de Ferenc Rhédey, le prince hongrois de Transylvanie en 1657-1658. À sa naissance, elle est désignée comme la comtesse Klaudina (Claudine) Rhédey de Kis-Rhéde.

En 1835, elle épouse le duc Alexandre de Wurtemberg, le fils du duc Louis de Wurtemberg, frère cadet du roi Frédéric Ier de Wurtemberg. En raison de la législation allemande relative à la succession, elle est considérée comme étant de lignée non-royale et le mariage est déclaré morganatique. Elle refuse le titre de duchesse, mais devient comtesse von Hohenstein le 16 mai 1835, peu de temps après son mariage.

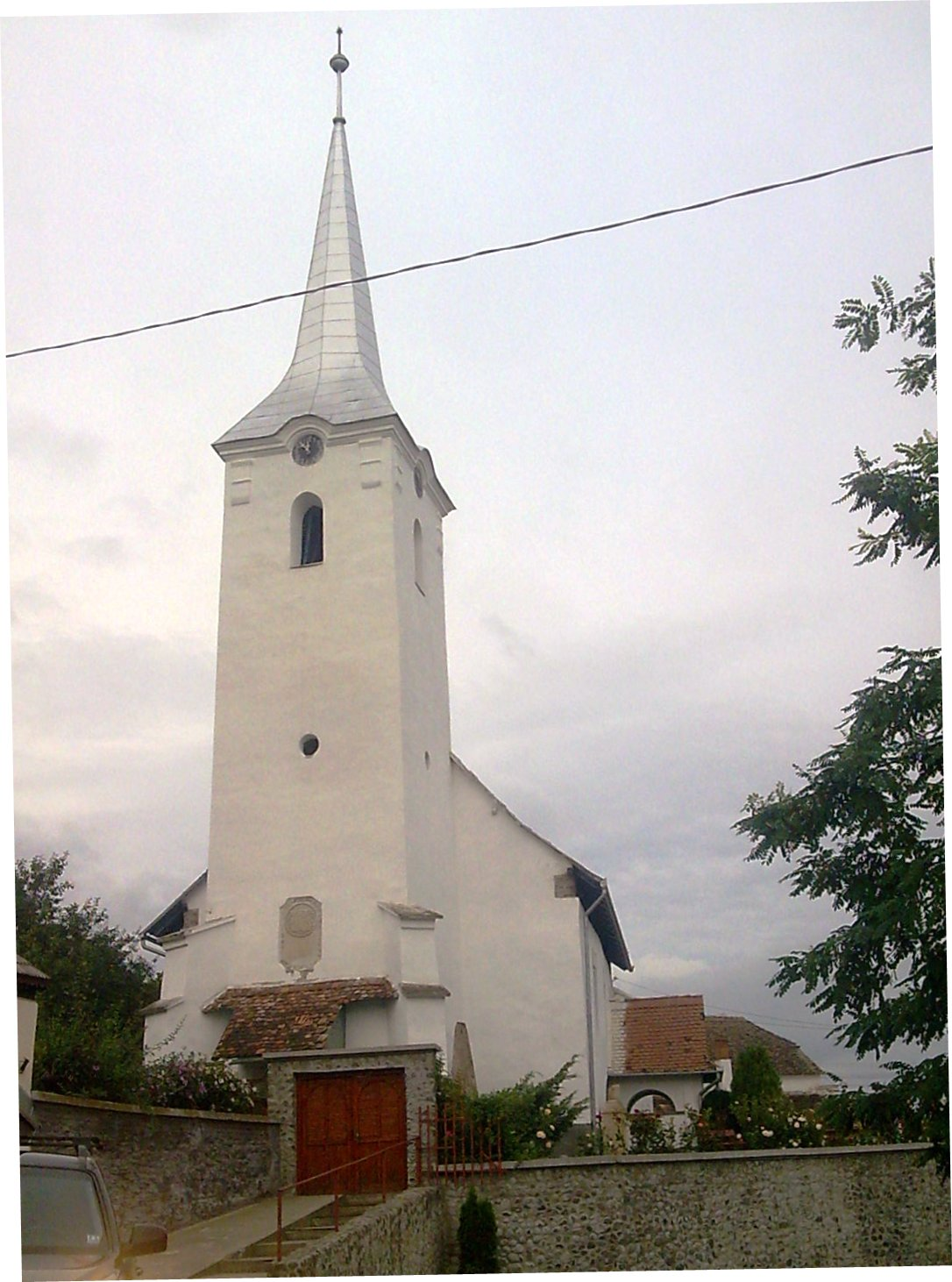
La crypte de la famille Rhédey dans l'église réformée de Sângeorgiu de Pădure.

En septembre 1841, elle se rend en Autriche, à Graz où son mari est chef des divisions locales de l'armée en tant que major général. Elle meurt au cours du voyage. Les circonstances de sa mort ne sont pas précises, elle serait soit morte en couches lors du chemin en se vidant de son sang, soit sa voiture serait tombée dans le fossé lui causant des blessures ayant entraîné sa mort le 1er octobre 1841 à Ptuj en Slovénie actuelle. Son dernier souhait est respecté et son cercueil est ramené dans sa ville natale d'Erdőszentgyörgy, à 800 km de là. Le voyage dure près d'une semaine et demie. Elle est enterrée le 12 octobre.
Une troisième version indique que Claudine meurt en Autriche en 1841, après avoir été jetée de son cheval et piétinée à mort devant une charge de cavalerie à une revue d'effectif.

## Descendance
La comtesse Claudine Rhédey von Kis-Rhéde et von Hohenstein a eu trois enfants avec le duc Alexandre de Wurtemberg :
- Princesse Claudine de Teck (1836-1894).
- Prince François de Teck (1837-1900) ; par la suite devenu le 1er duc de Teck (1863) ; marié le 12 juin 1866, à l'église Sainte-Anne à Kew dans le Surrey à la princesse Marie-Adélaïde de Cambridge[5] avec qui il aura des enfants (y compris la future reine Mary de Teck). Il obtient le titre d'Altesse par la reine Victoria le 1er juillet 1887, comme un cadeau pour célébrer son Jubilé d'or.
  - Princesse Victoria Mary de Teck (1867-1953) ; reine consort du Royaume-Uni.
  - Prince Adolphus de Teck (1868-1927) ; duc de Teck et marquis de Cambridge.
  - Prince Francis de Teck (1870-1910).
  - Prince Alexander de Teck (1874-1957); comte d'Athlone.
- Princesse Amélie de Teck (1838-1893) ; mariée le 24 octobre 1863 à Carl, comte de Hügel (1835-1897).
  - Paul-Julius, comte de Hügel, marié à Anna Pauline Homolatsch.
    - Huberta Amelia Maximilienne Pauline, comtesse de Hügel
    - Ferdinand Paul, comte de Hügel

Tous les enfants ont d'abord reçu le titre de leur mère, devenant alors comte ou comtesse von Hohenstein. Toutefois, en 1863, les enfants deviennent prince et princesse de Teck, avec le titre d'Altesse Sérénissime du royaume de Wurtemberg.

## Ancêtres
La famille Rhédey est connue depuis le XIIIe siècle (vers 1270). Elle est l'une des familles nobles hongroises descendantes du clan Aba. Leur ancêtre le plus connu de la maison Aba est Samuel Aba, troisième roi de Hongrie entre 1041 et 1044, marié à une sœur de Saint-Étienne Ier, le premier roi chrétien de Hongrie.

## Hommages
- Un buste à son effigie est érigé dans sa ville natale pour le 200e anniversaire de sa naissance en 2012[8].
- Une plaque commémorative est érigée en 1904 par Mary de Teck, sa petite-fille, dans le château familial des Rhédey à Erdőszentgyörgy[9]